# Coll dels Belitres
Le coll dels Belitres (parfois : col des Balistres), est un col de montagne des Pyrénées situé sur la frontière franco-espagnole. Il s'élève à 164 ou 165 m d'altitude.

## Toponymie
Coll signifie « col » en catalan. Le mot belitre, dans cette même langue, désigne un gueux, un voleur, comme le mot français vieilli « bélître ». Le coll dels Belitres désigne le col par lequel s'enfuyaient les voleurs et les contrebandiers, nombreux dans cette région montagneuse et frontalière.

## Géographie

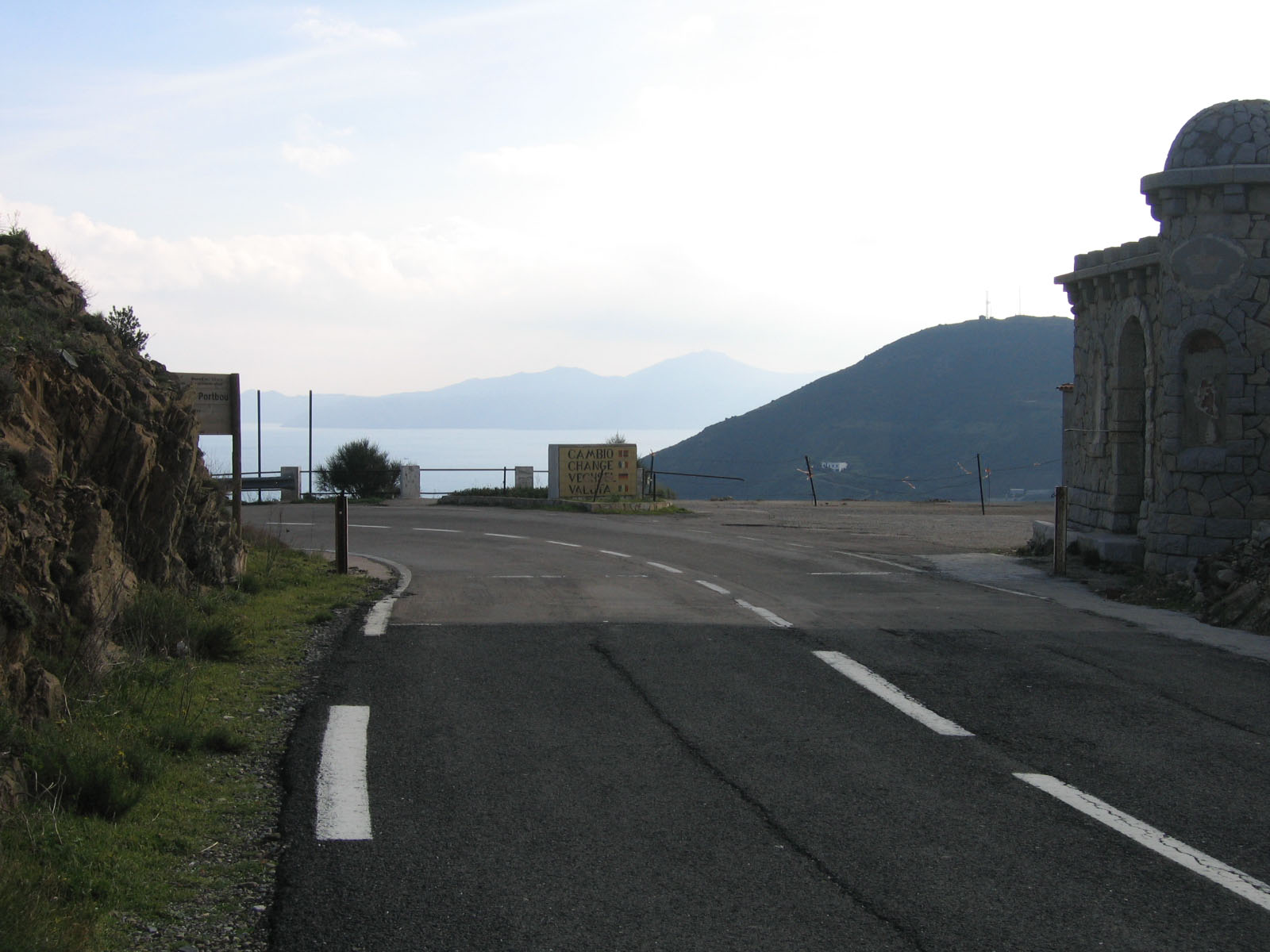
La frontière entre la France et l'Espagne (vers Portbou).

C'est un col routier transfrontalier entre la province de Gérone (communauté autonome de la Catalogne en Espagne) et le département des Pyrénées-Orientales (région Occitanie en France). Il relie la commune française de Cerbère au village espagnol de Portbou par la route départementale D 914 (France) et la route nationale N-260 (Espagne).
Le tunnel ferroviaire des Balitres passe sous le col.

## Histoire
Le col a été l'un des principaux lieux de l'exode des républicains espagnols après la victoire des troupes franquistes en 1939. Près de 100 000 personnes ont passé ce col pour se réfugier en France et dans les pays latino-américains.

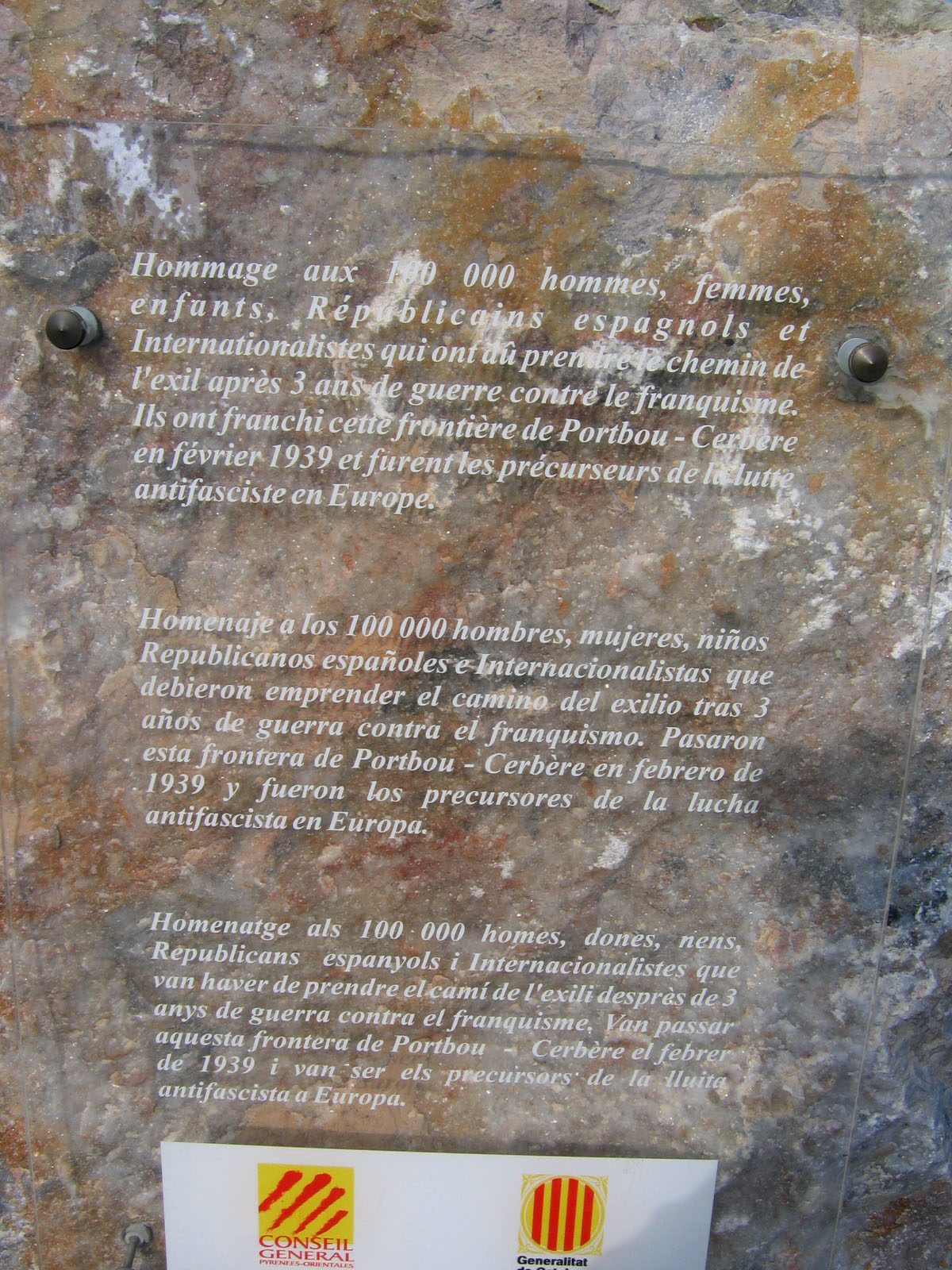
Hommage trilingue aux Républicains espagnols
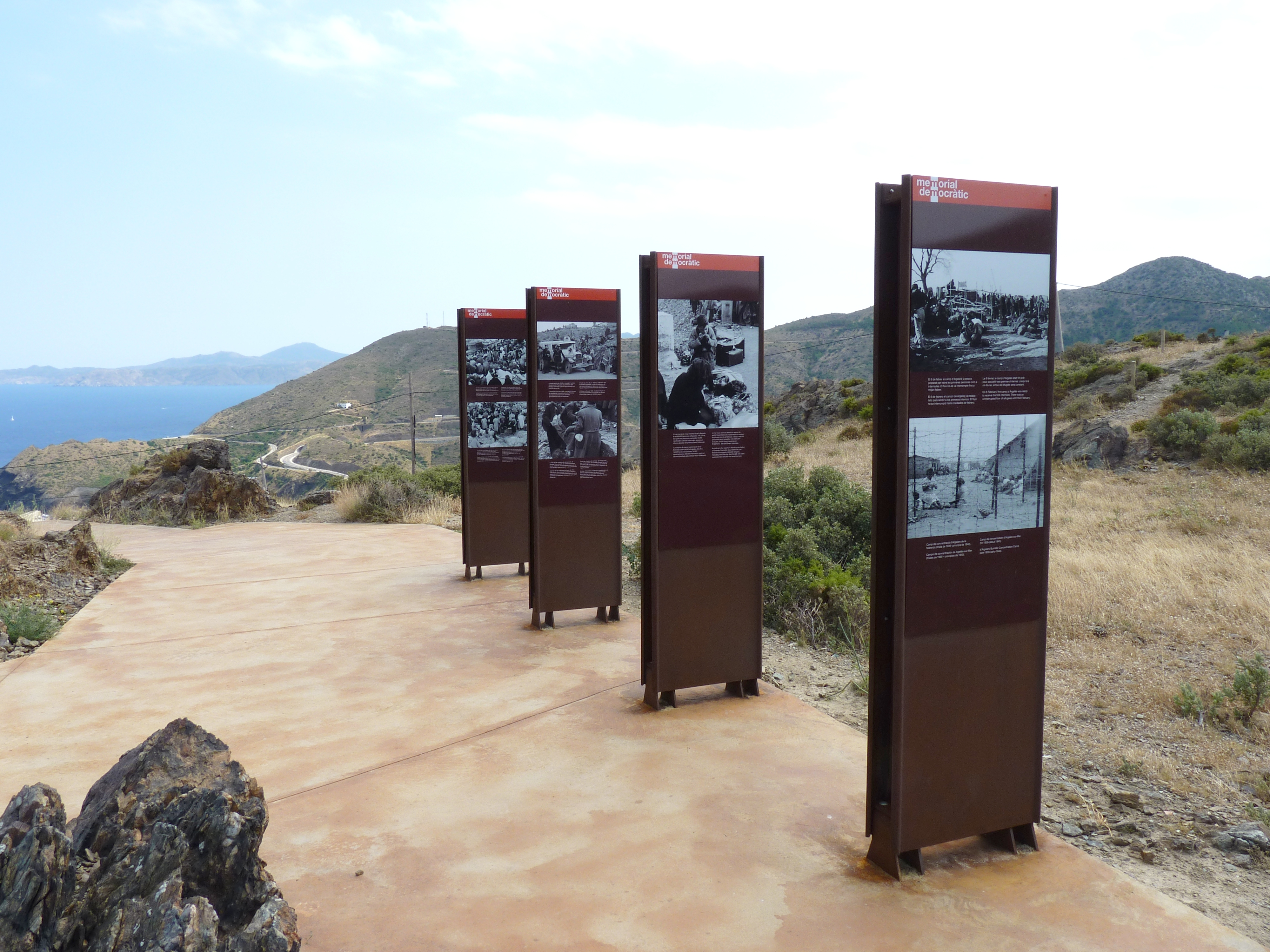
Hommage aux exilés espagnols.
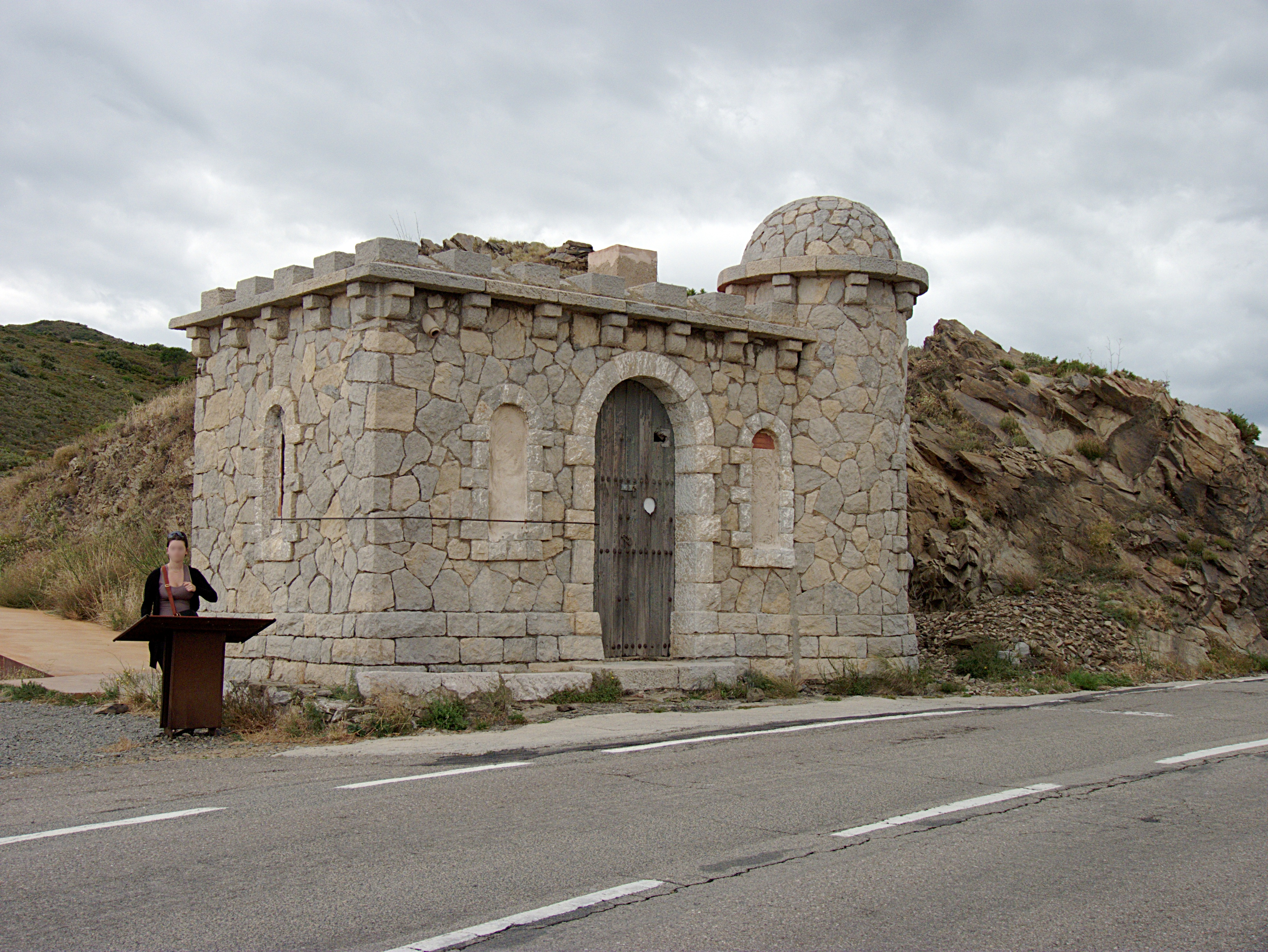
Ancien poste frontière espagnol.
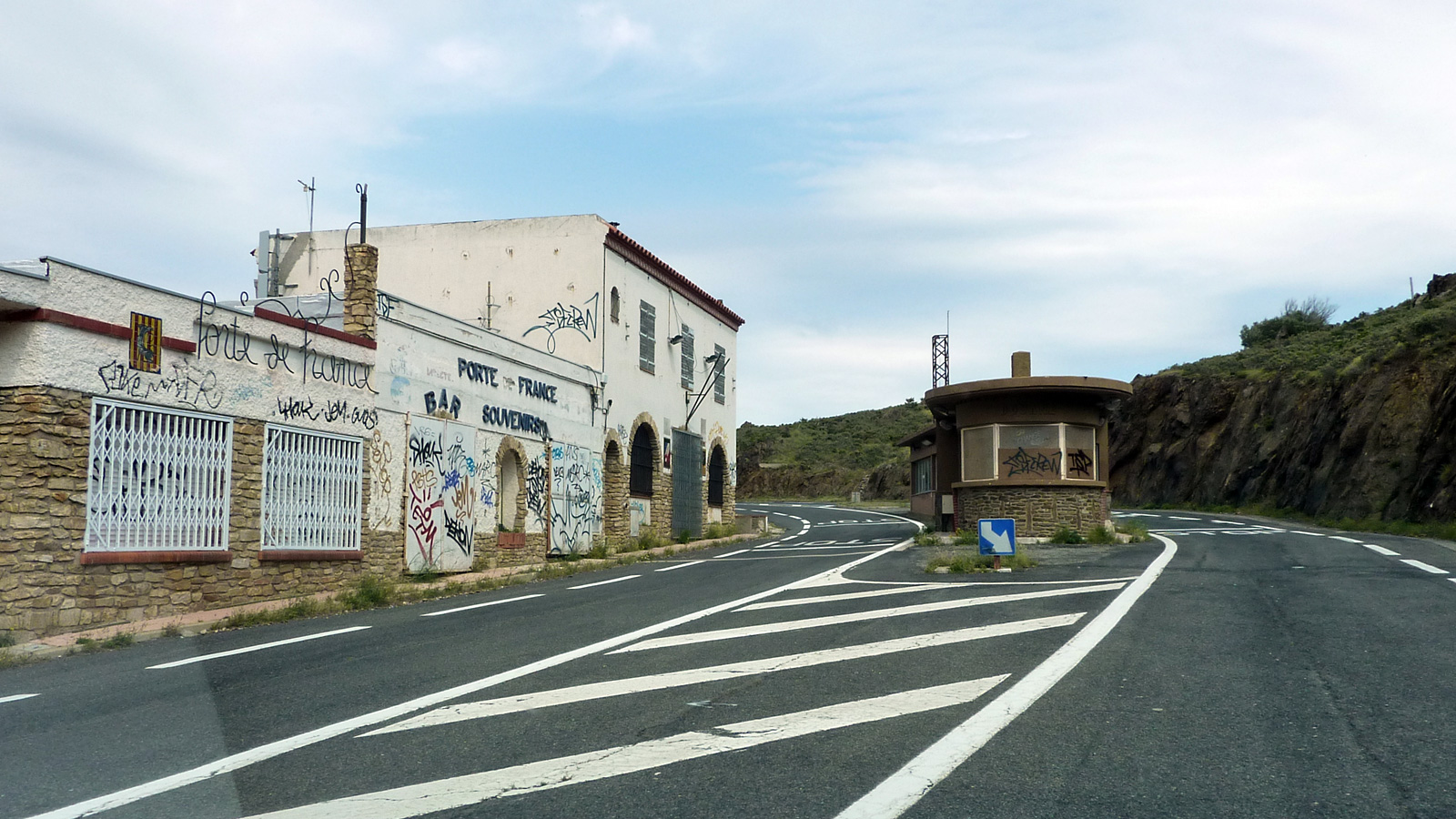
Ancien poste frontière France - Espagne près de Cerbère et Portbou, Porte de France

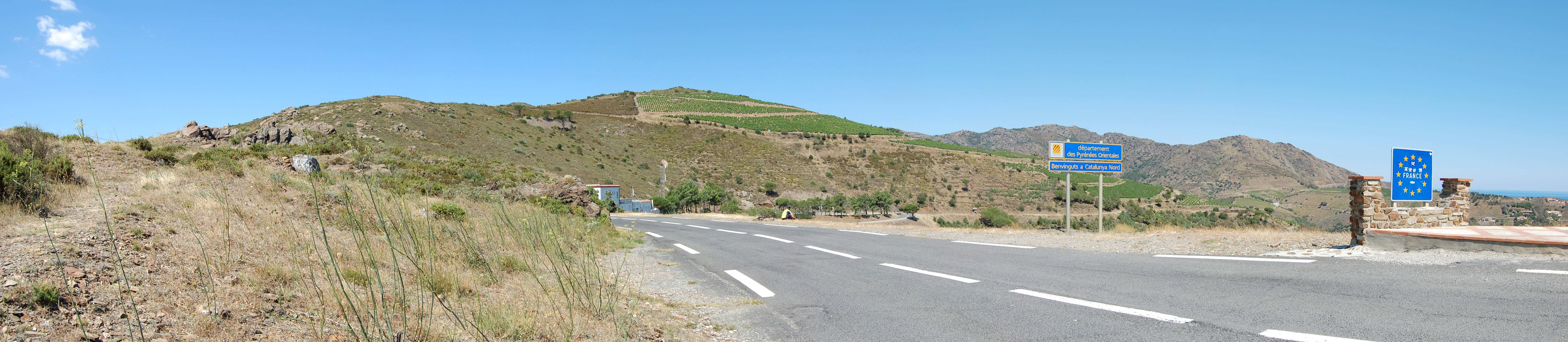
Le col des Balistres, en direction de la France, le 27 juillet 2008 (la départementale 914 permet de rejoindre la ville de Cerbère).

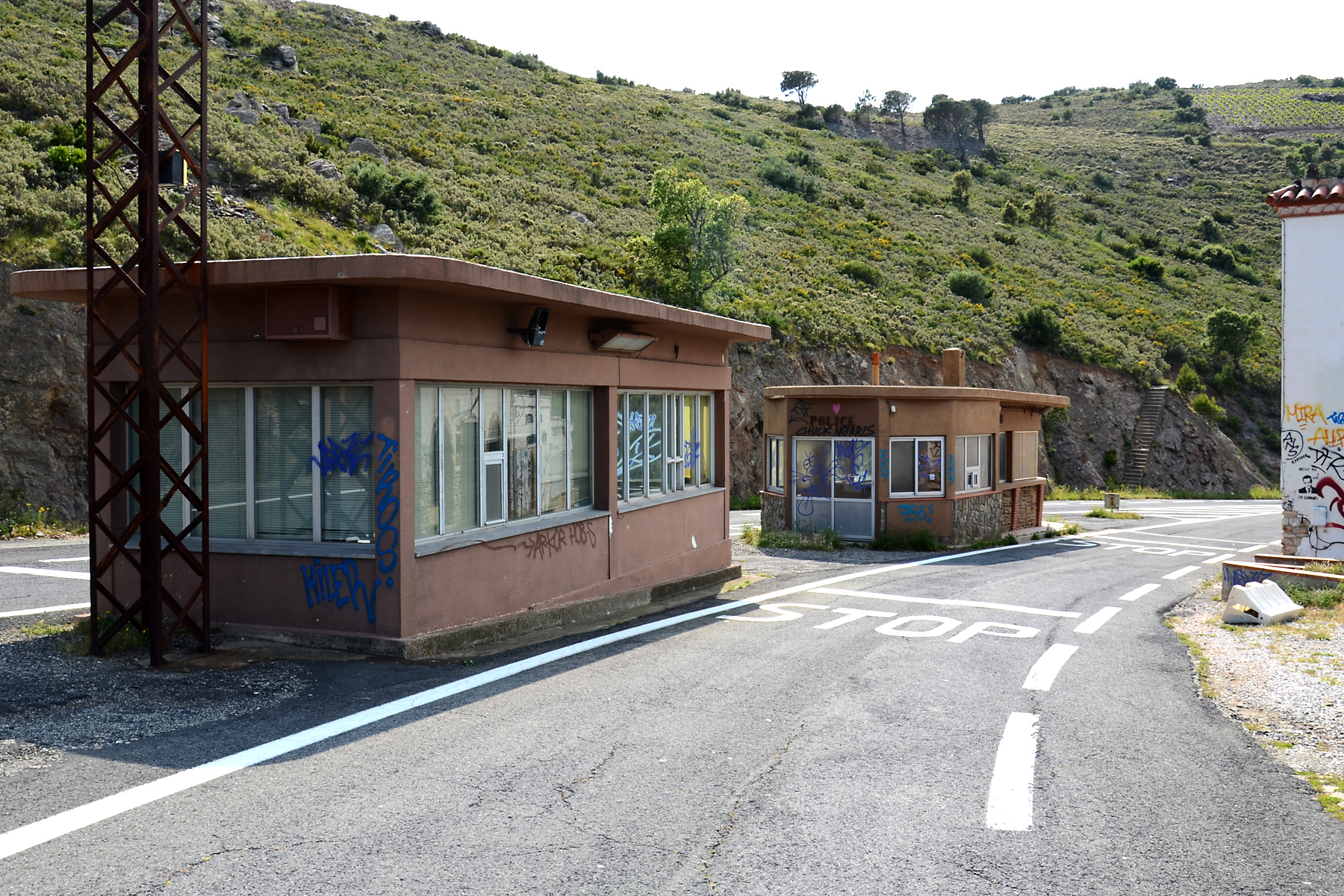
Ancien poste frontière France - Espagne près de Cerbère et Portbou, Porte de France